# Dekanat Aschaffenburg-Stadt
Das Dekanat Aschaffenburg-Stadt ist eines von 20 Dekanaten im römisch-katholischen Bistum Würzburg.
Es umfasst das Stadtgebiet Aschaffenburg, Innenstadt und Stadtteile. Es grenzt im Osten an das Dekanat Aschaffenburg-Ost, im Süden an das Dekanat Obernburg und im Westen und Norden an das Dekanat Aschaffenburg-West.
Die dreizehn Pfarrgemeinden und eine Kuratie haben sich bis 2010 zu fünf Pfarreiengemeinschaften zusammengeschlossen.
Dekan ist Martin Heim, Leiter der Pfarreiengemeinschaft Sankt Martin (Innenstadt). Sein Stellvertreter ist Florian Judmann, Pfarrer der Pfarreiengemeinschaft Zum Guten Hirten (Ost).

## Gliederung
Sortiert nach Pfarreiengemeinschaften werden die Pfarreien genannt, alle zu einer Pfarrei gehörigen Exposituren, Benefizien und Filialen werden nach der jeweiligen Pfarrei aufgezählt, danach folgen Kapellen, Klöster und Wallfahrtskirchen. Weiterhin werden auch die Einzelpfarreien am Ende aufgelistet.

### Pfarreiengemeinschaften

#### Pfarreiengemeinschaft St. Martin (Innenstadt)
- Pfarrei St. Agatha mit Kapuzinerkirche St. Elisabeth und Hauskapelle im Martinushaus
- Pfarrei St. Peter und Alexander Stiftskirche, Basilica minor mit Sandkirche – Zur weißen Lilie, Kapelle „Maria, Mutter der Kirche“ (Maria-Ward-Schule), Spitalkirche St. Katharina und Kapelle im Schönborner Hof
- Pfarrei Unsere Liebe Frau, (Muttergottespfarrkirche) mit Schlosskapelle – St. Johannes der Täufer und Heilig-Kreuz-Kapelle (Clemensheim)

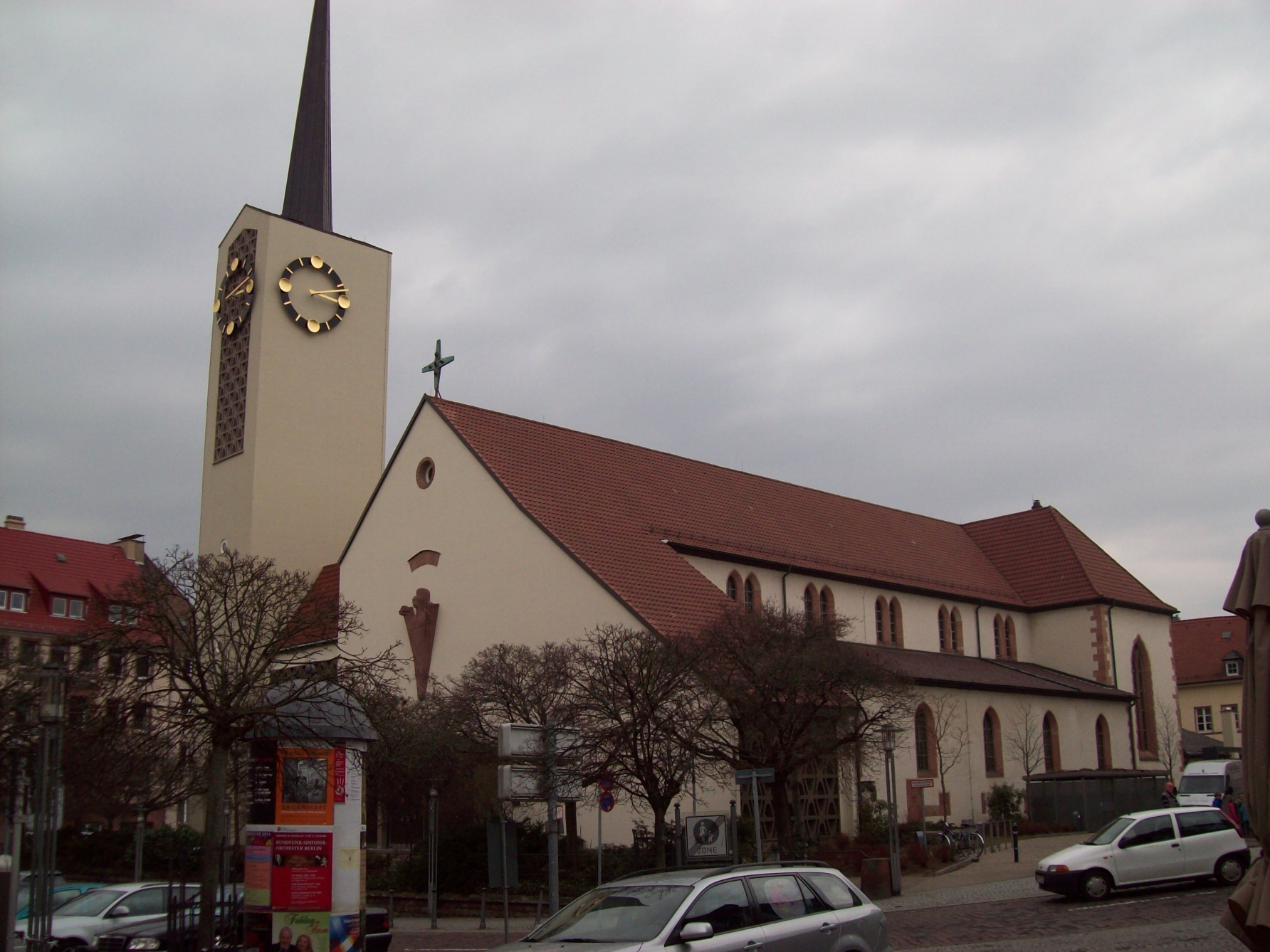
St. Agatha
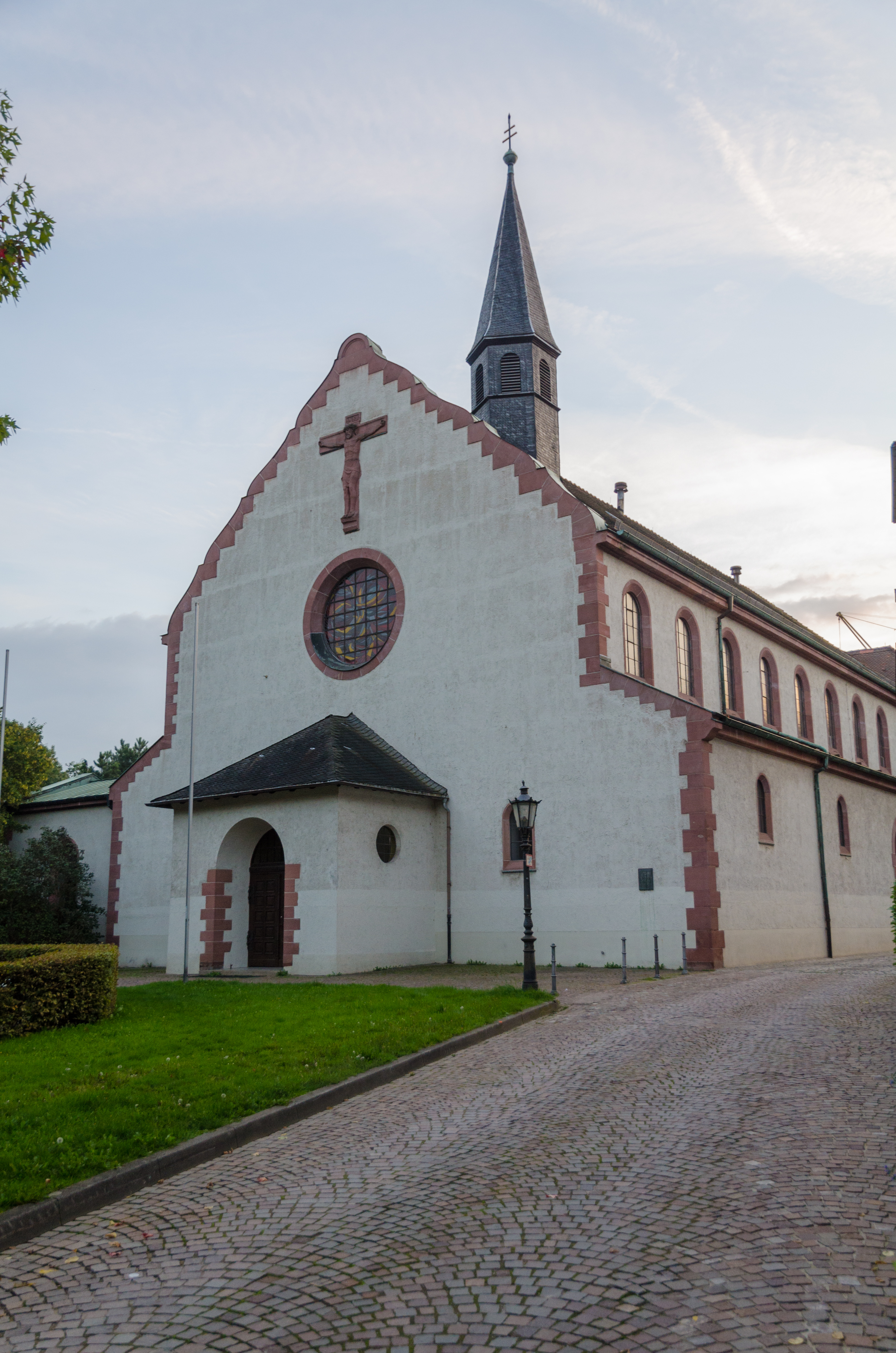
Kapuzinerkirche
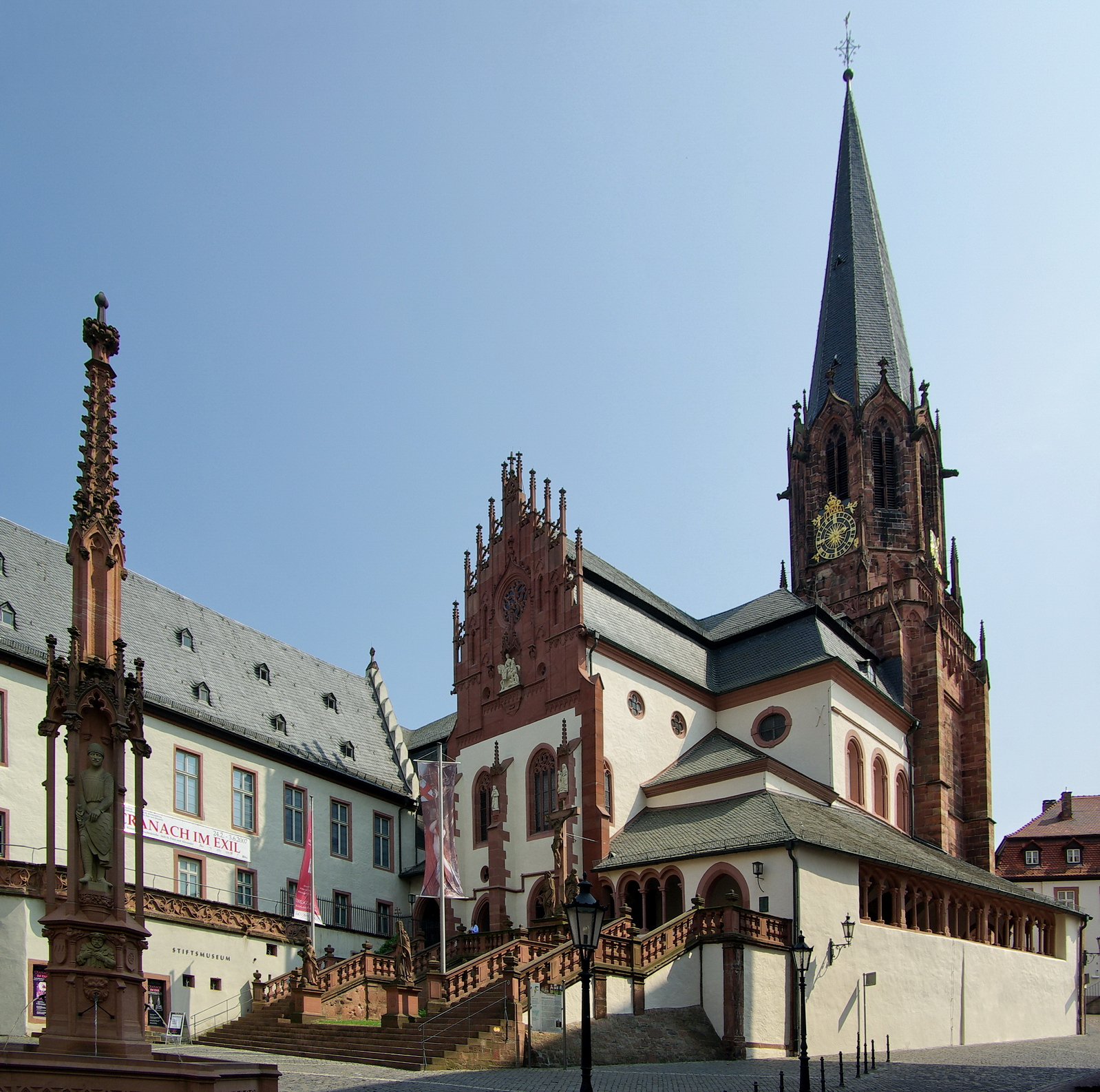
Stiftsbasilika
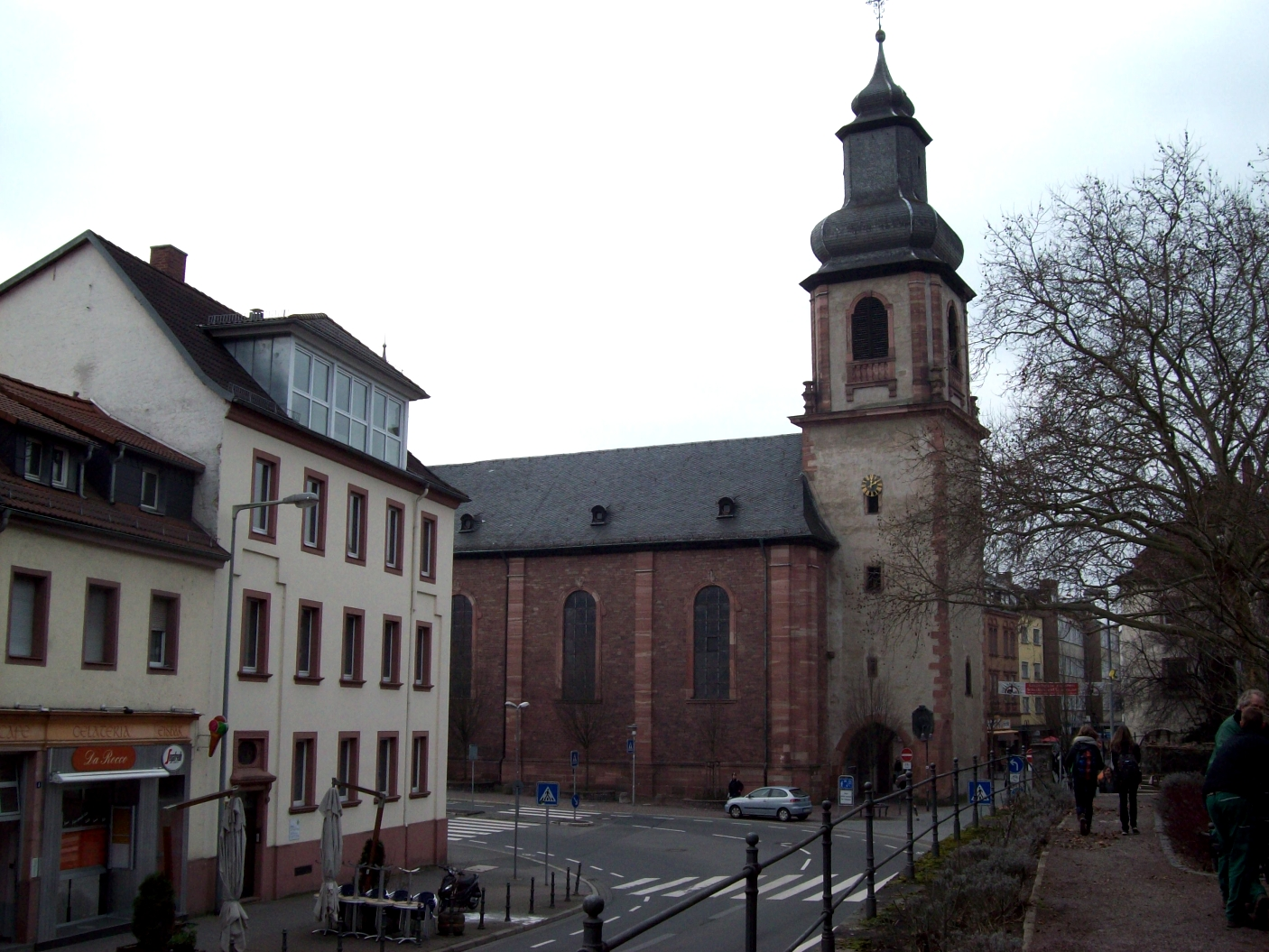
Sandkirche
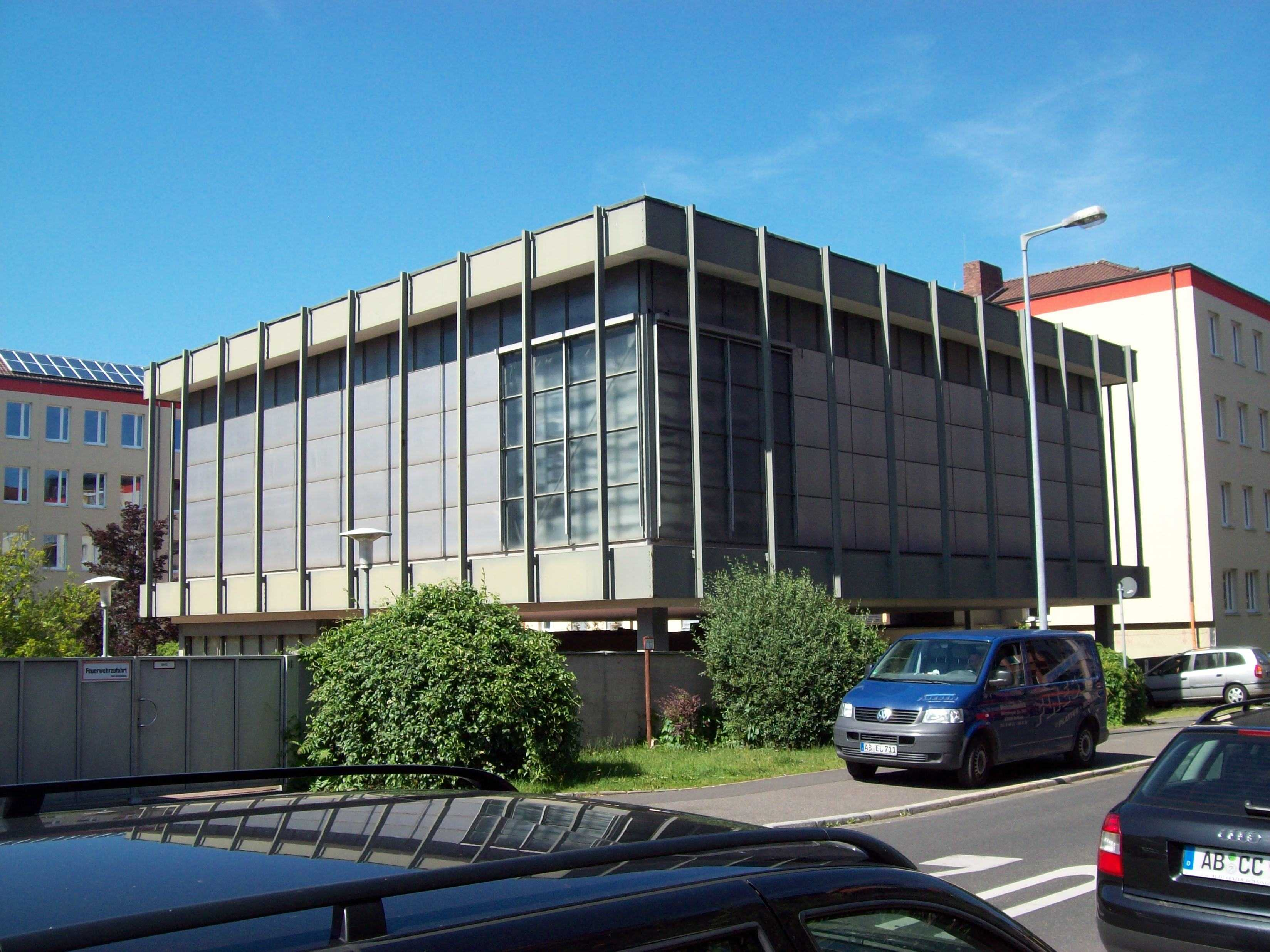
Kapelle MWS
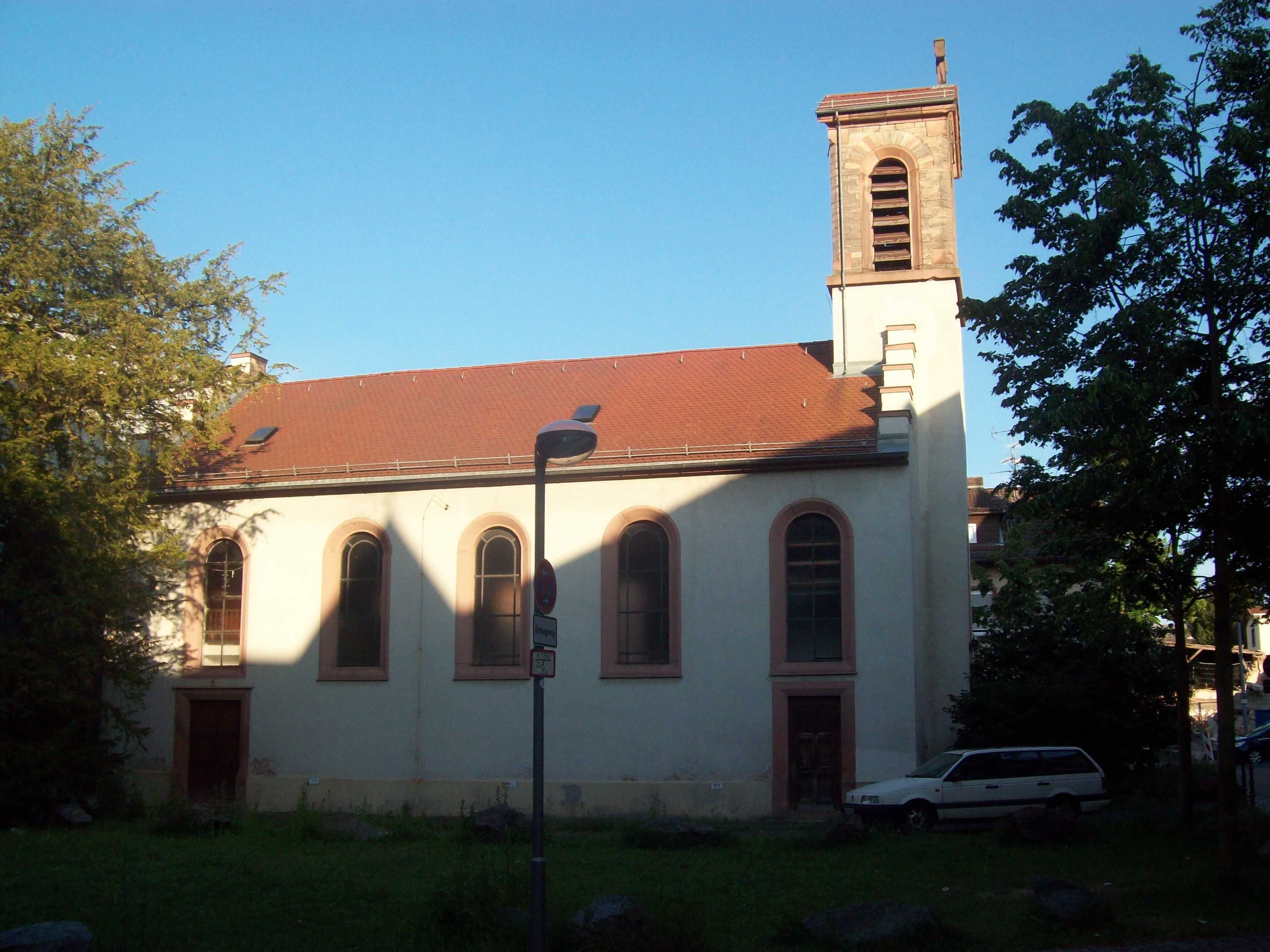
Spitalkirche
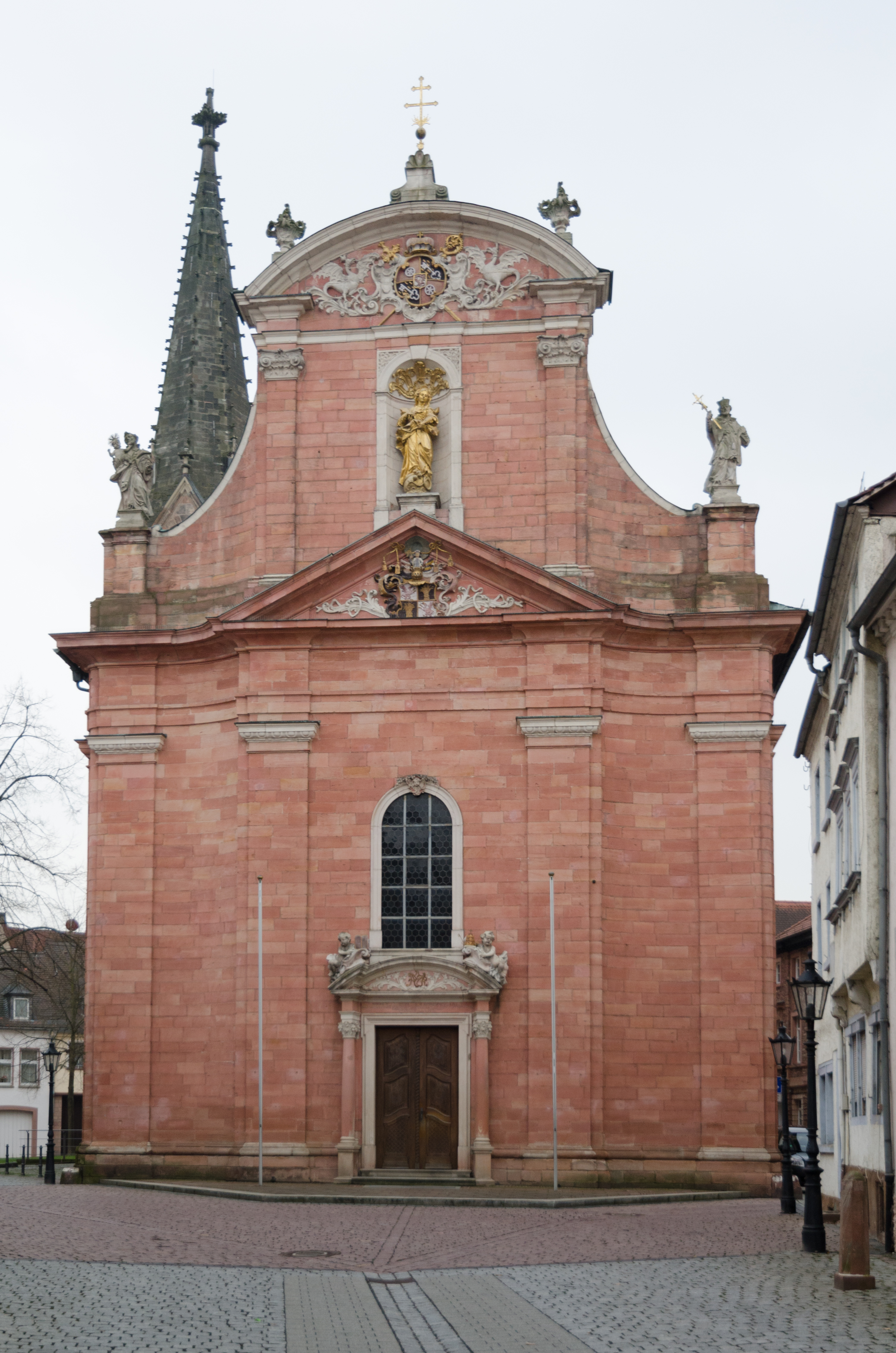
Unsere liebe Frau
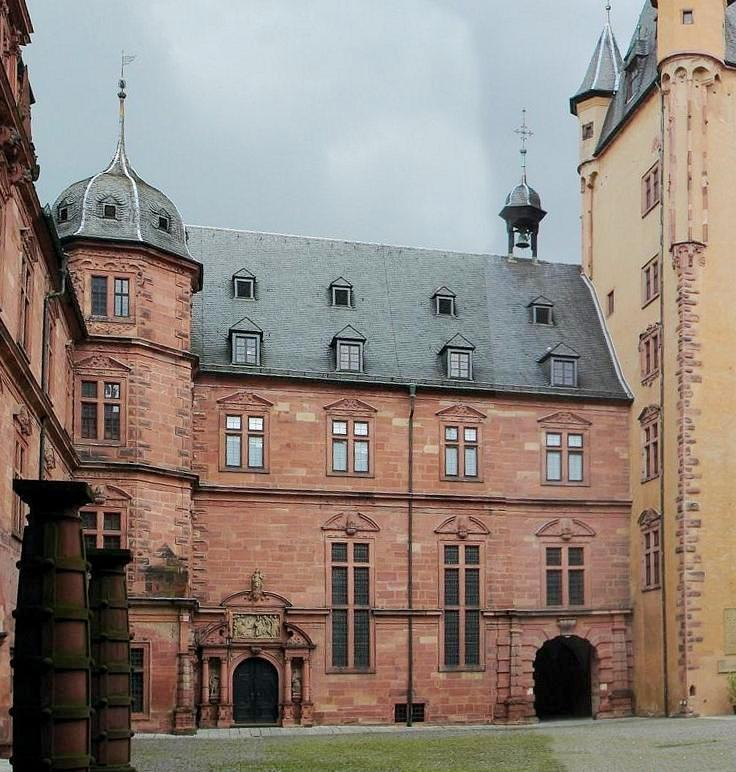
Schlosskapelle
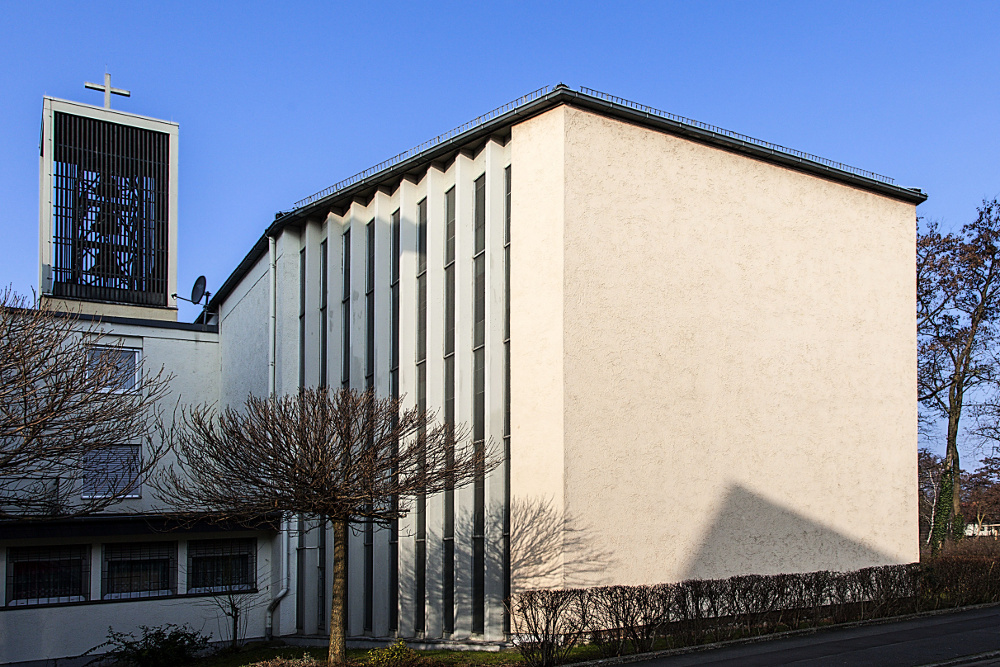
Clemensheim

#### Pfarreiengemeinschaft Heilige Dreifaltigkeit (Nord)
- Pfarrei St. Josef (Damm)
- Pfarrei St. Konrad (Strietwald)
- Pfarrei St. Michael (Damm)

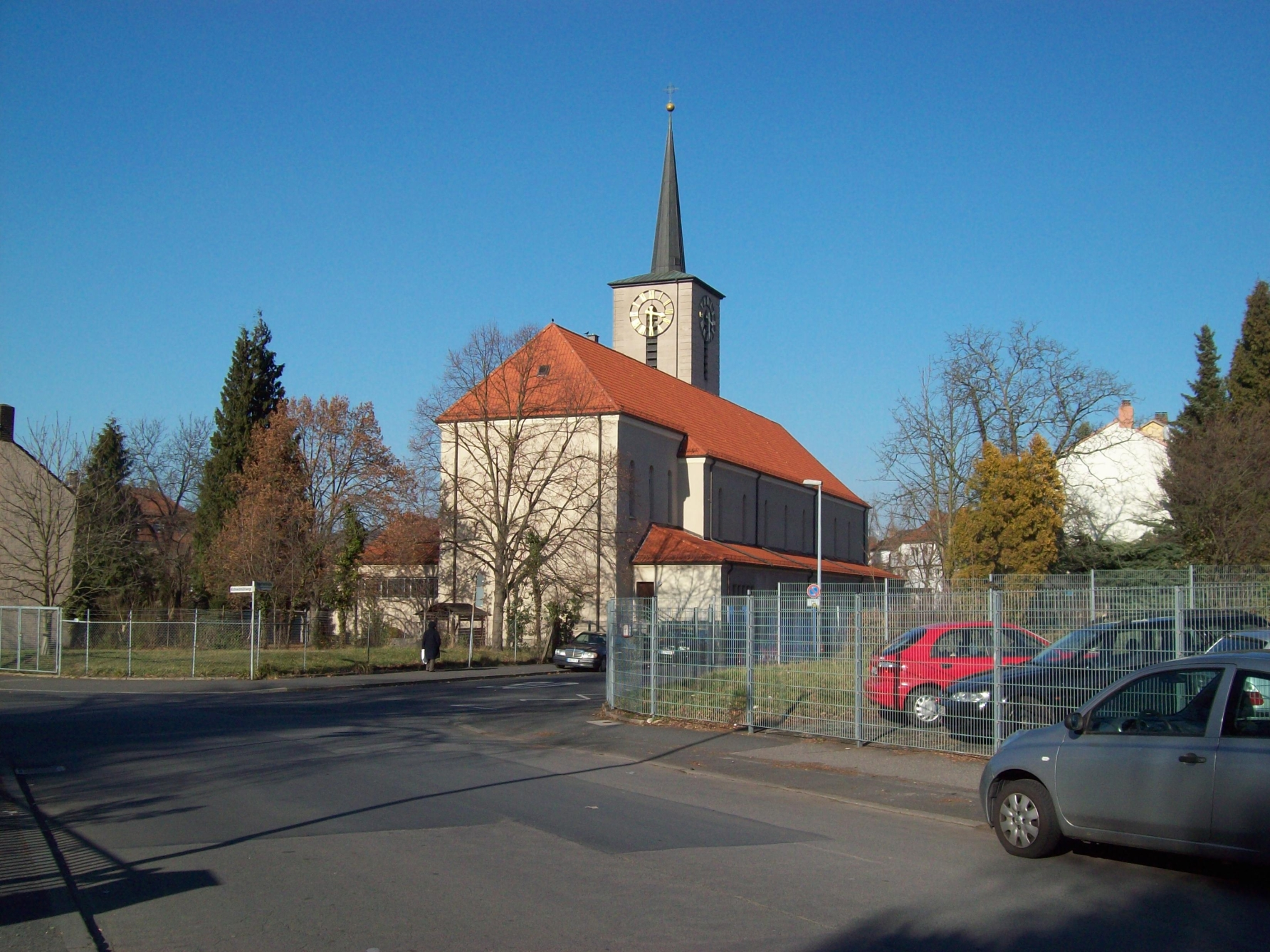
St. Josef
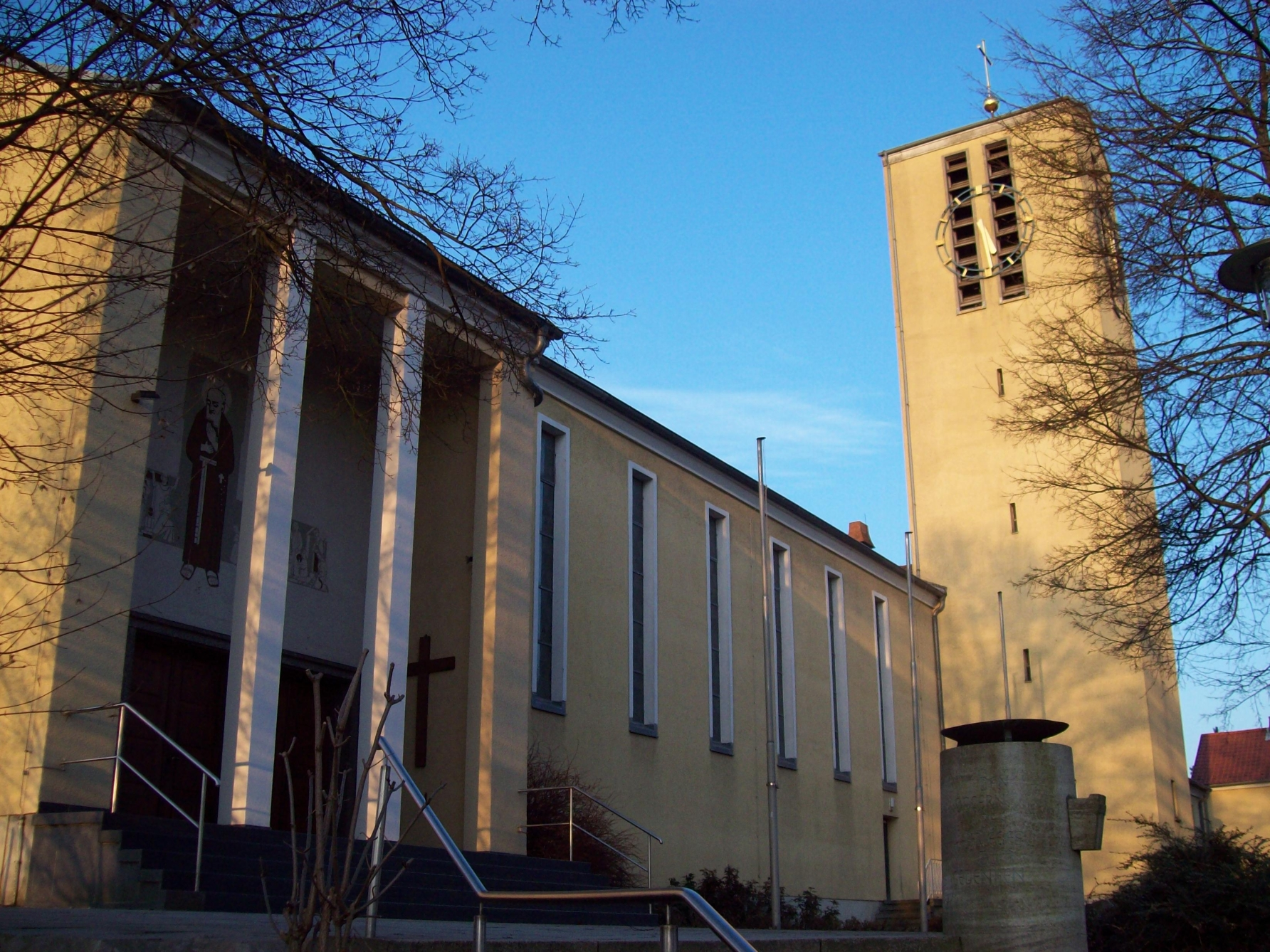
St. Konrad
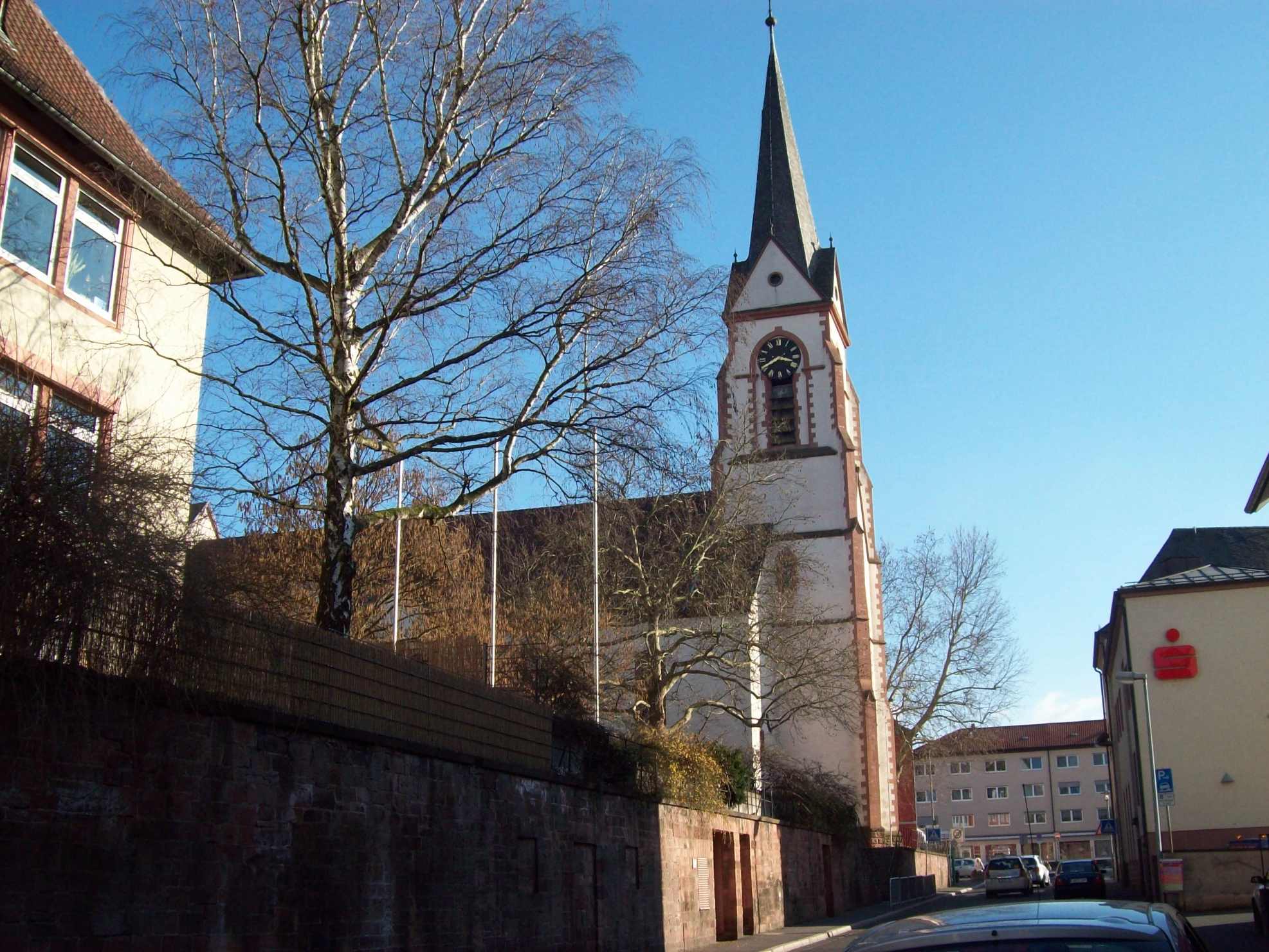
St. Michael

#### Pfarreiengemeinschaft Maria Frieden (Süd)
- Pfarrei Maria Geburt (Schweinheim)
- Pfarrei St. Gertrud (Schweinheim) mit Kapelle im Bernhard-Junker-Haus (Altenheim)
- Kuratie St. Matthäus (Gailbach)
- Pfarrei St. Peter und Paul (Obernau) mit Obernauer Kapelle

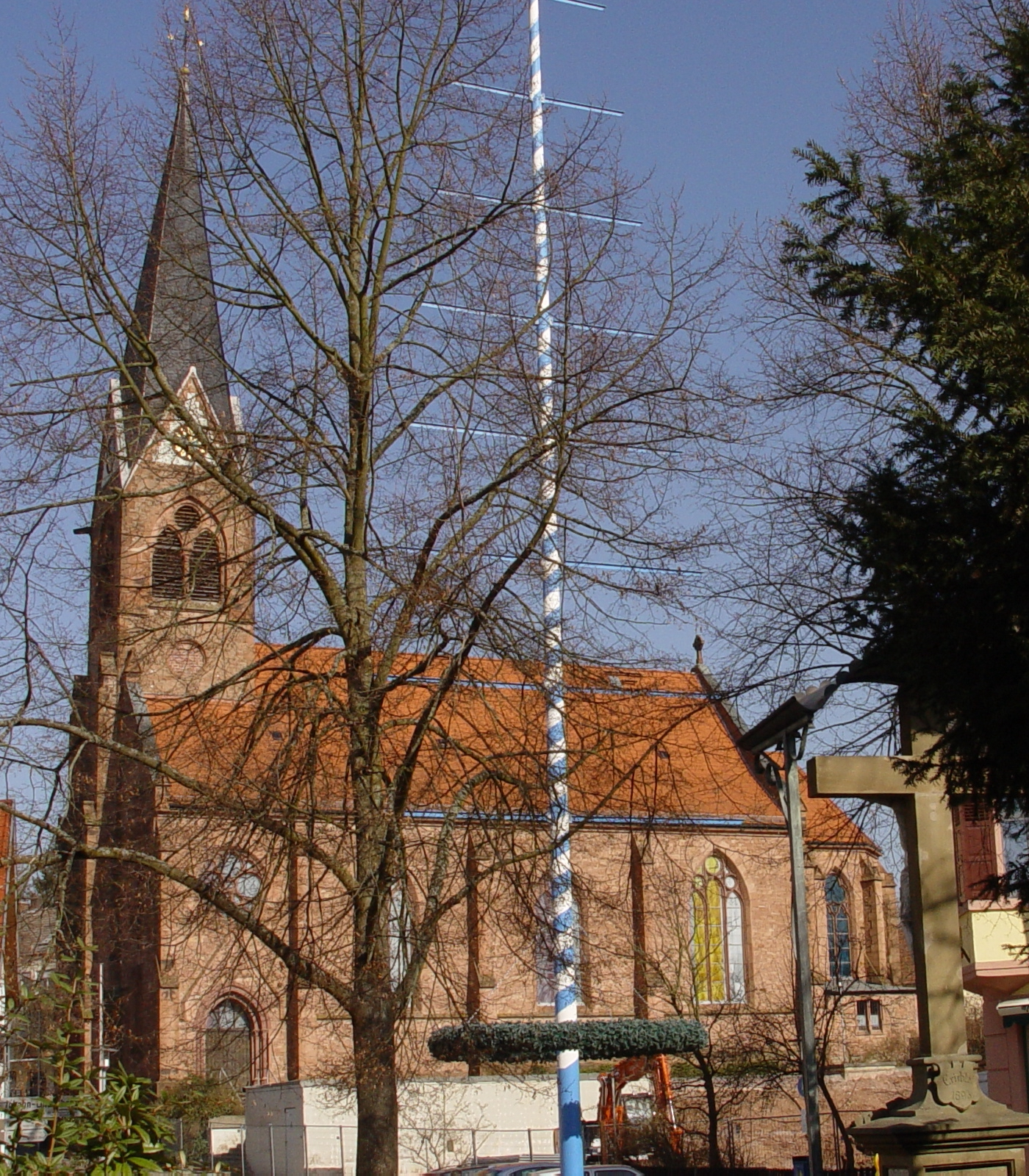
Maria Geburt
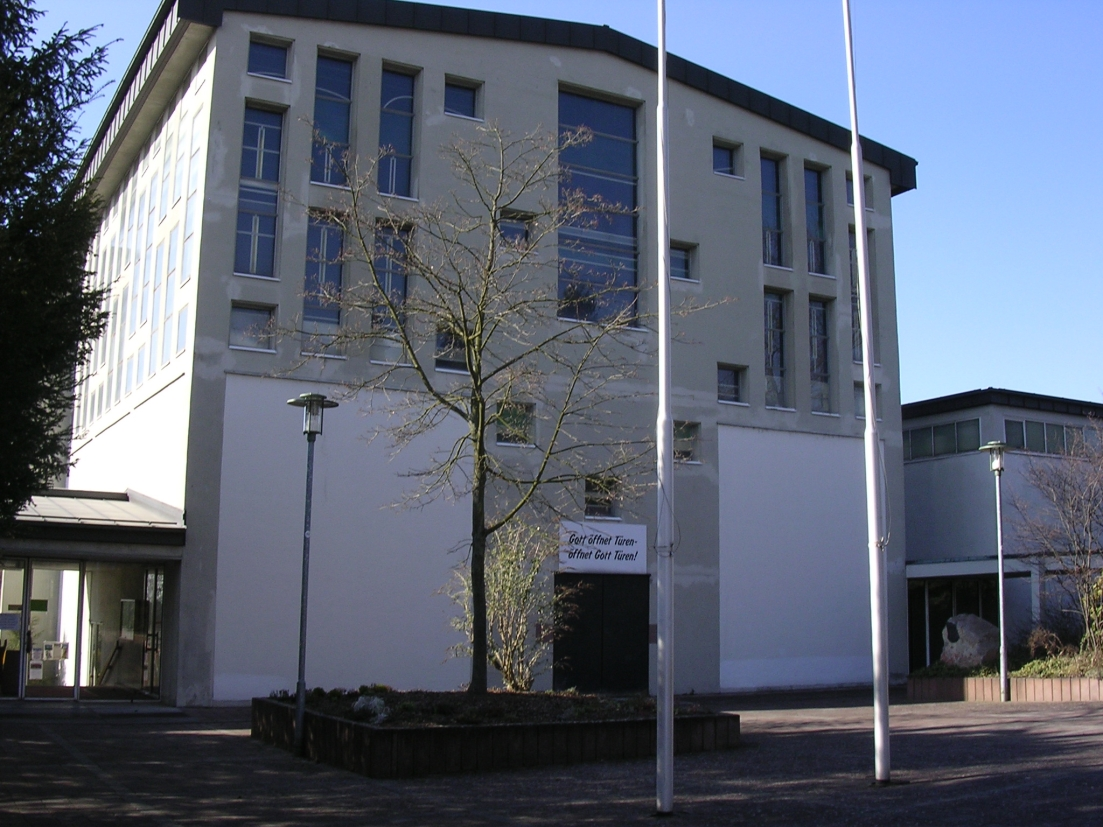
St. Gertrud
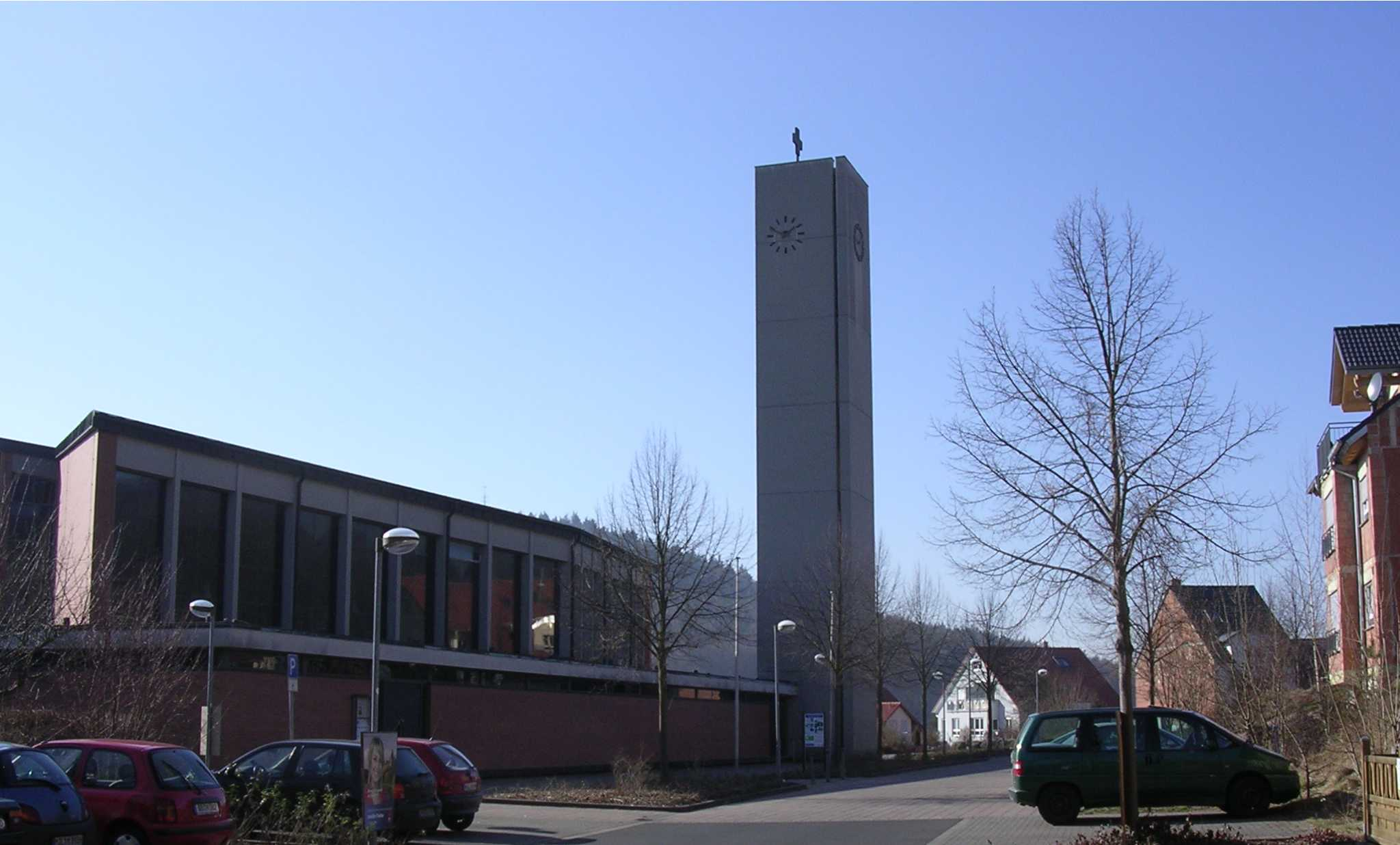
St. Matthäus
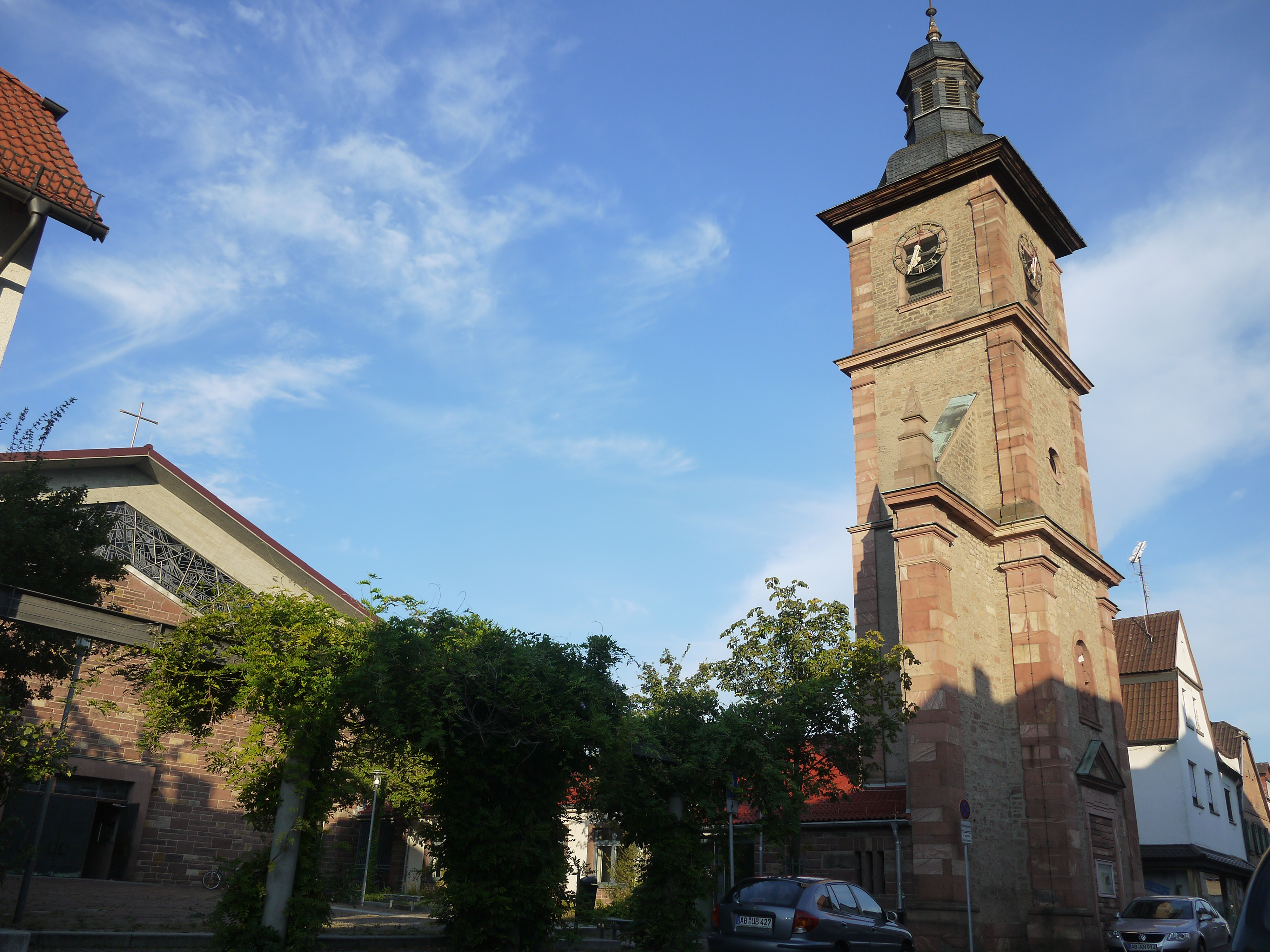
St. Peter und Paul
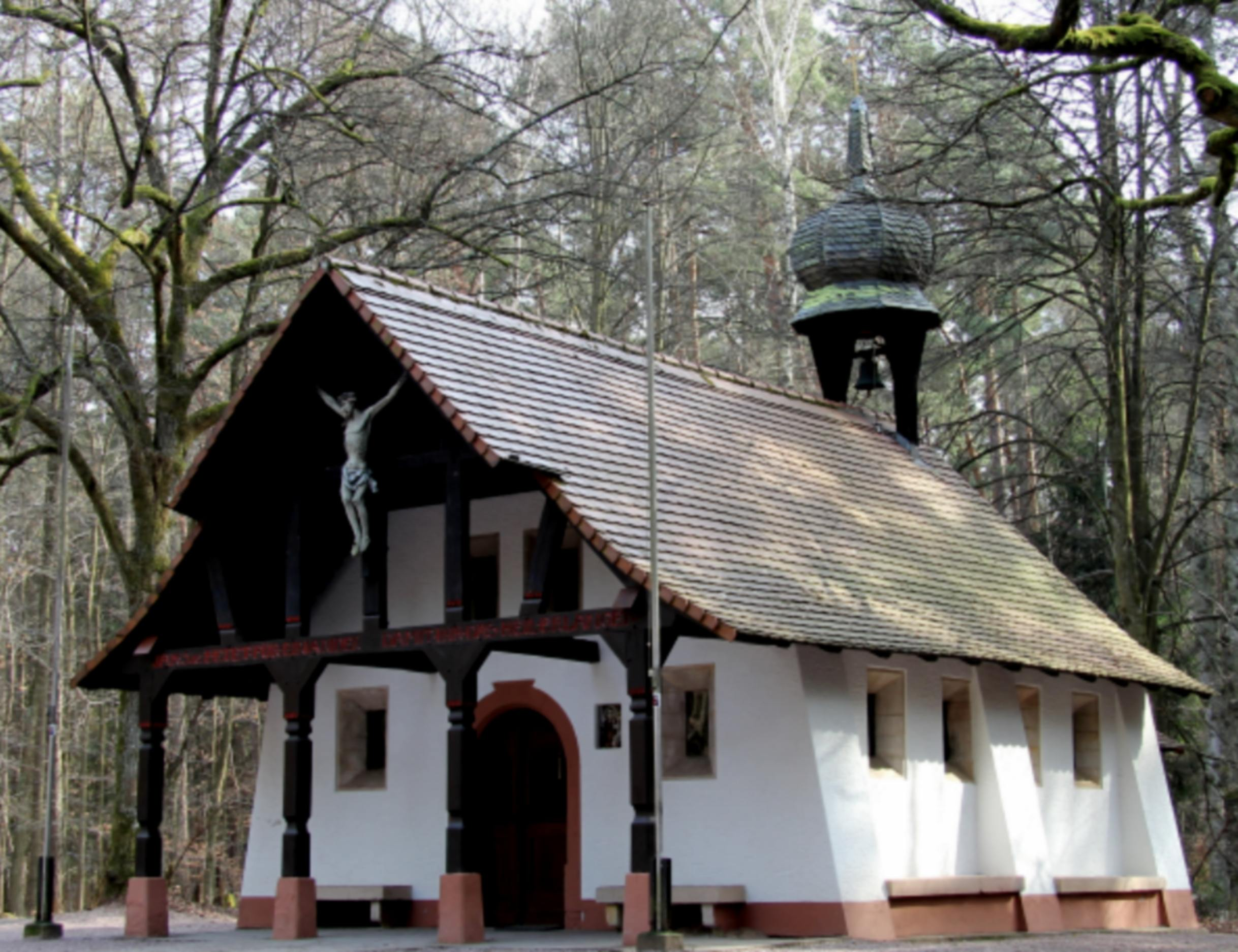
Obernauer Kapelle

#### Pfarreiengemeinschaft Zum Guten Hirten (Ost)
- Pfarrei Herz Jesu, mit Hauskapelle im Senioren-Wohnstift St. Elisabeth
- Pfarrei St. Pius mit Klinikkapelle Zum guten Hirten

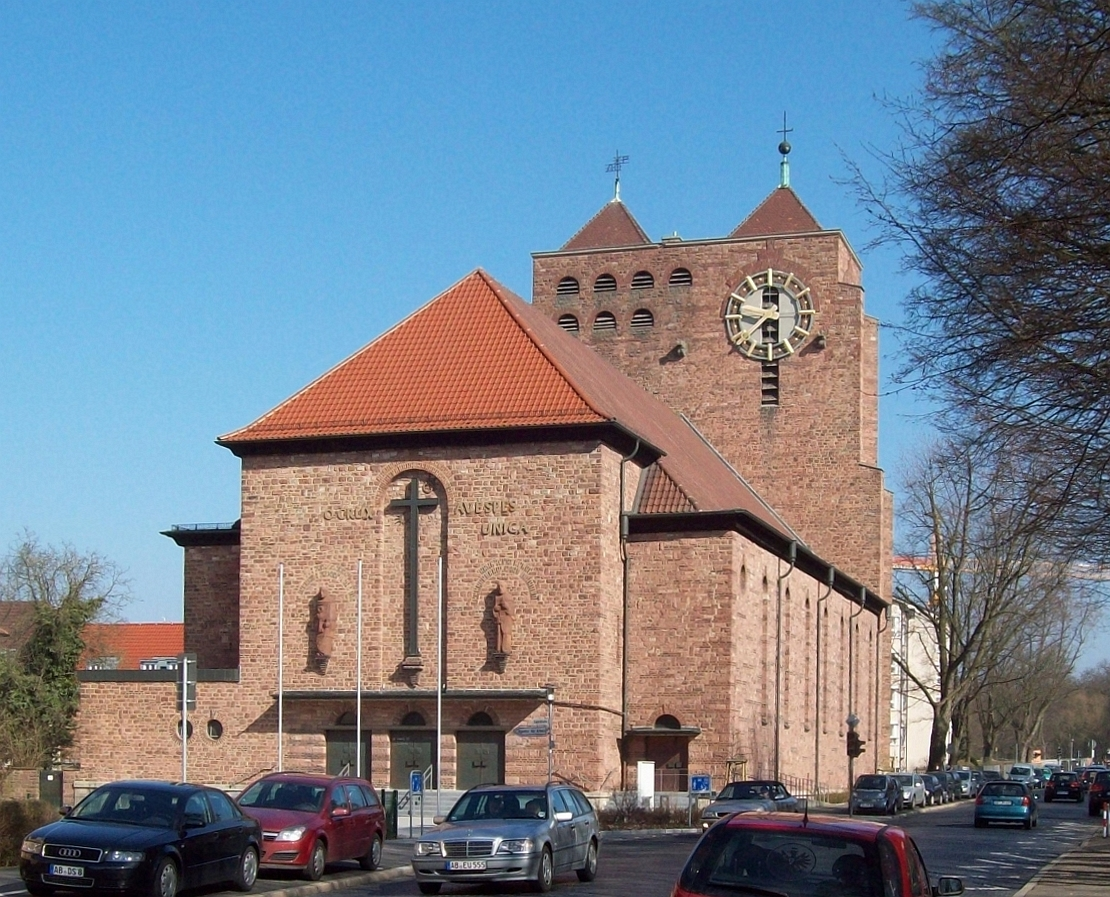
Herz-Jesu
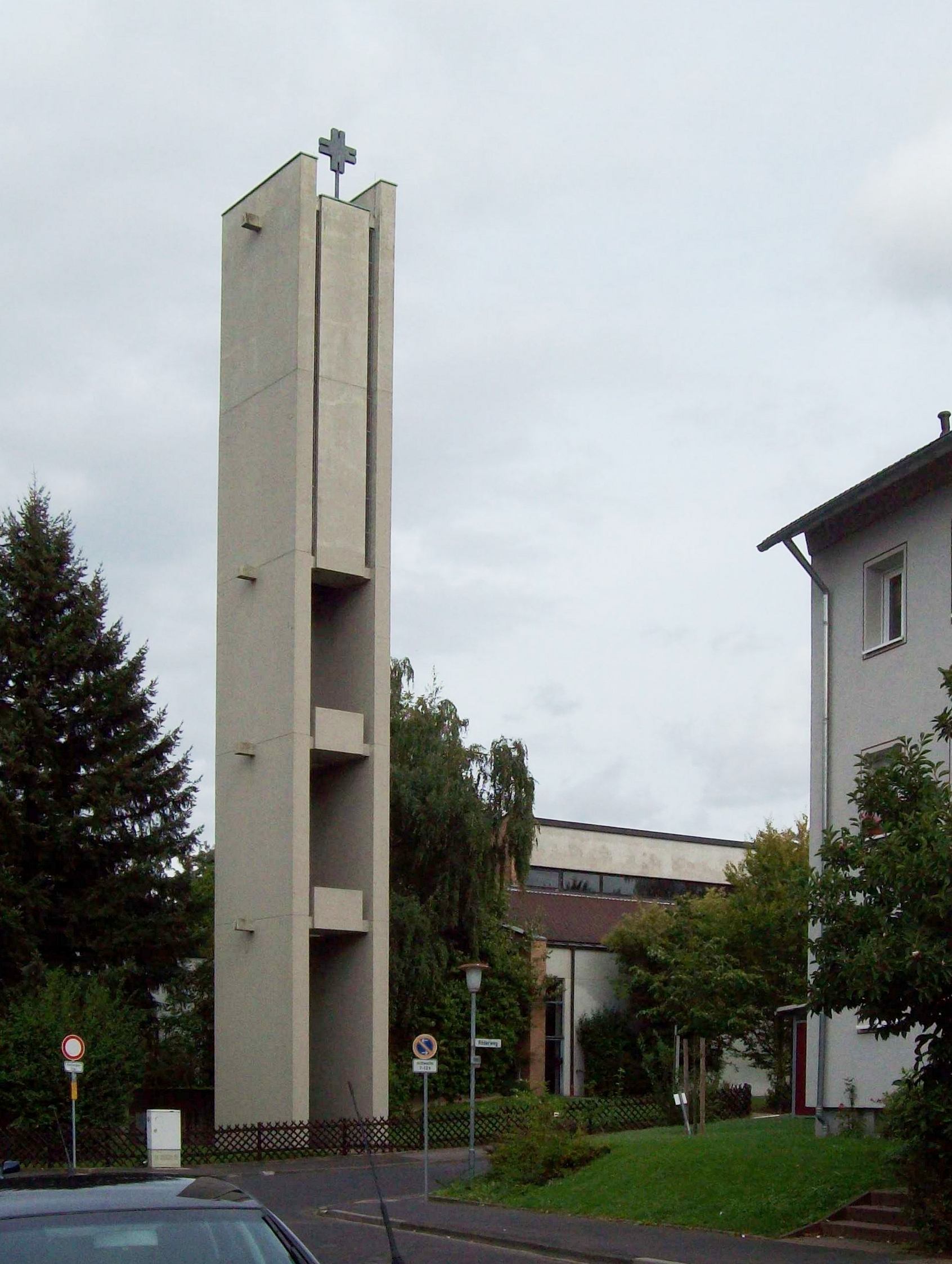
St. Pius X.
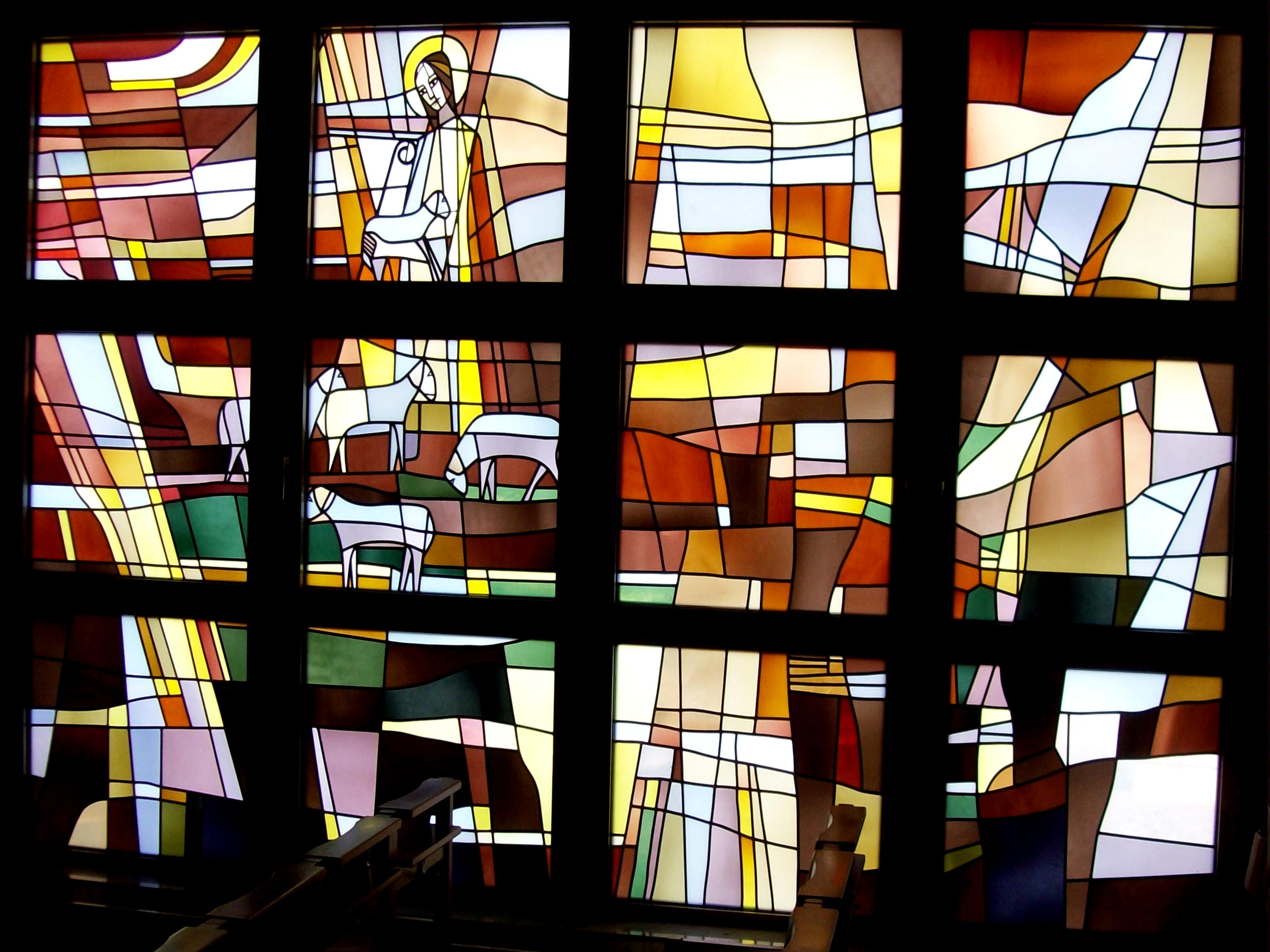
Kapelle im Klinikum

#### Pfarreiengemeinschaft Am Schönbusch (West)
- Pfarrei St. Kilian (Nilkheim) mit Kilianskapelle (Niklheimer Hof)
- Pfarrei St. Laurentius (Leider) mit Siechenhauskapelle

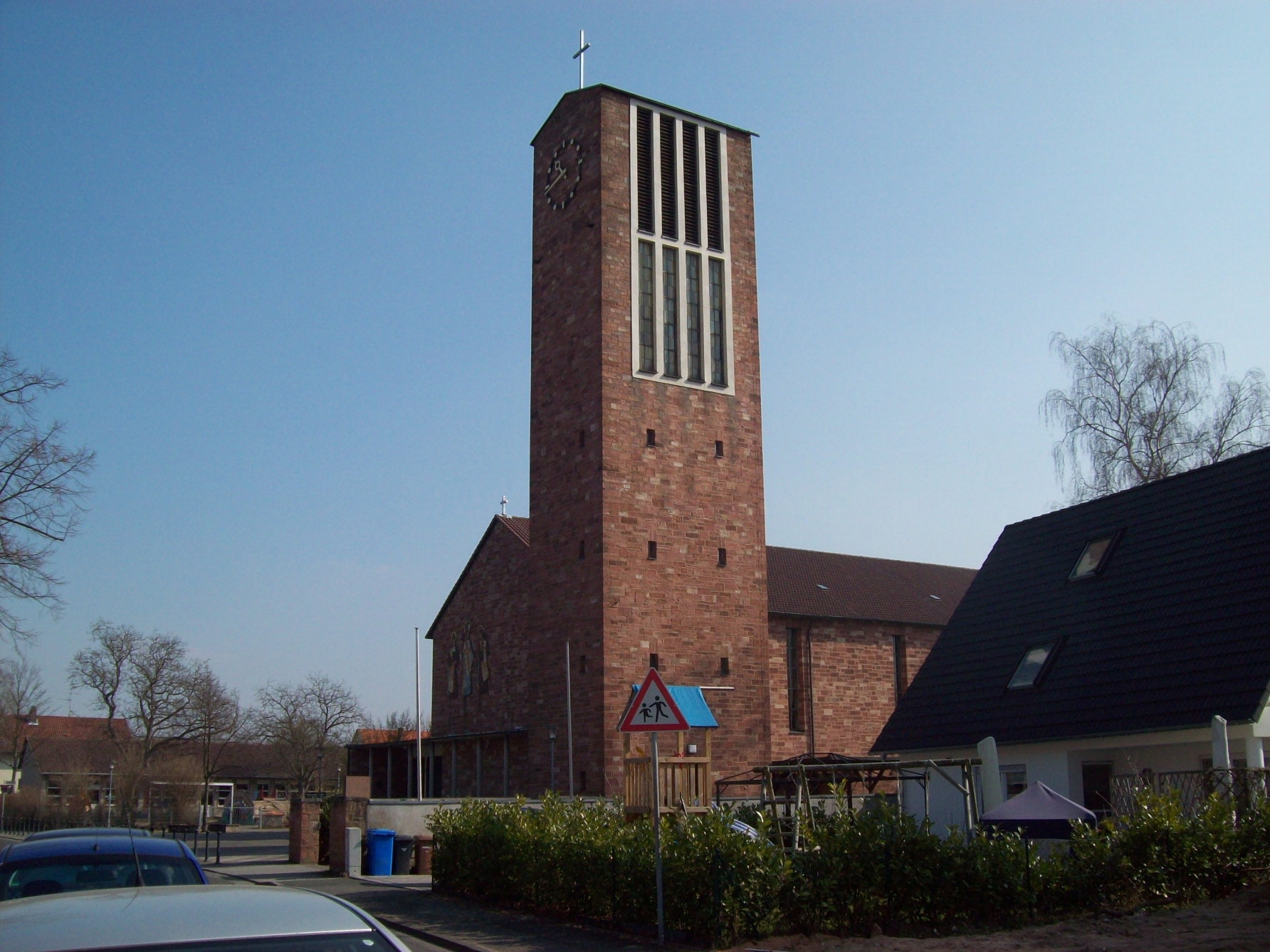
St. Kilian
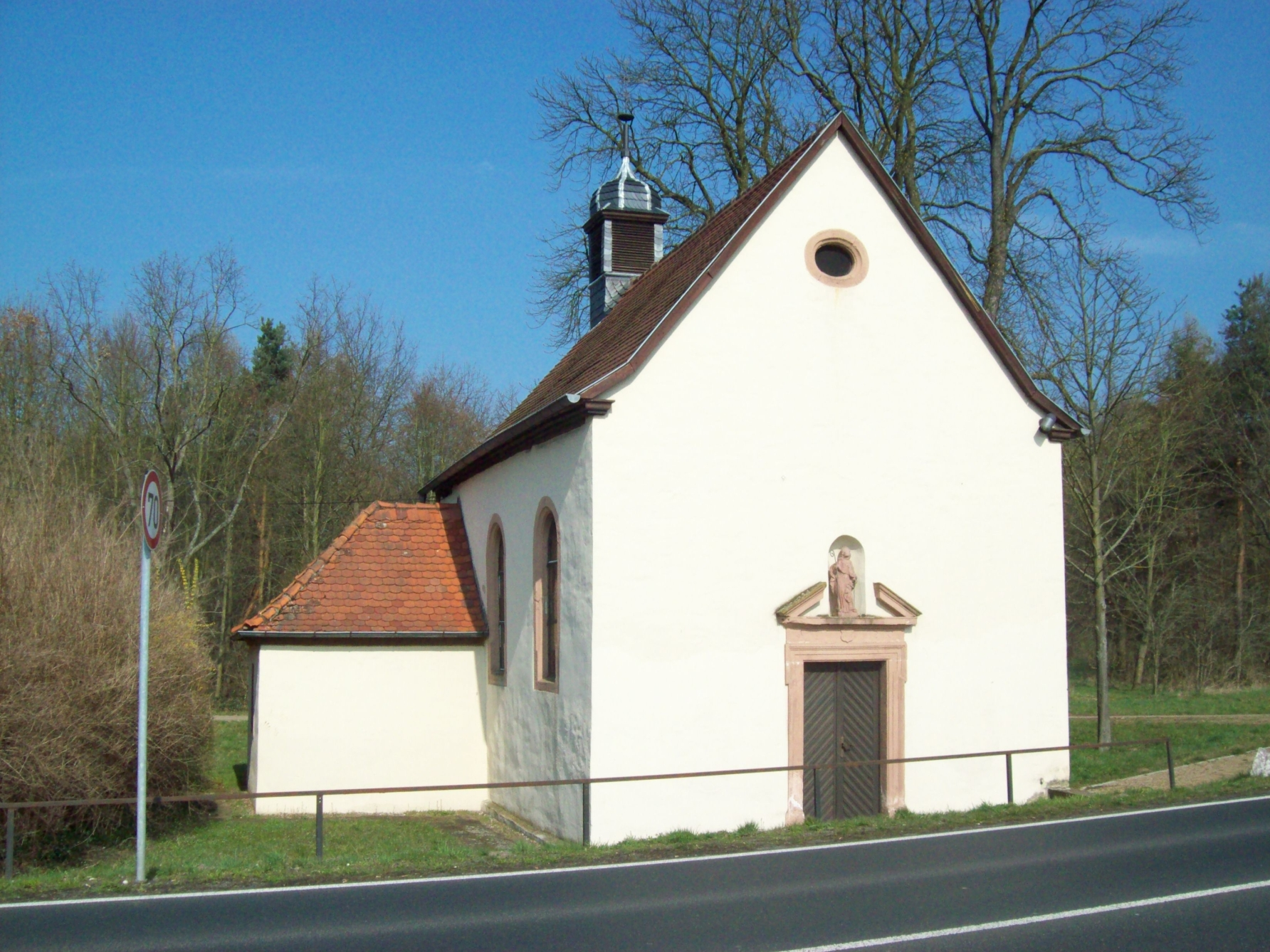
Kilianskapelle
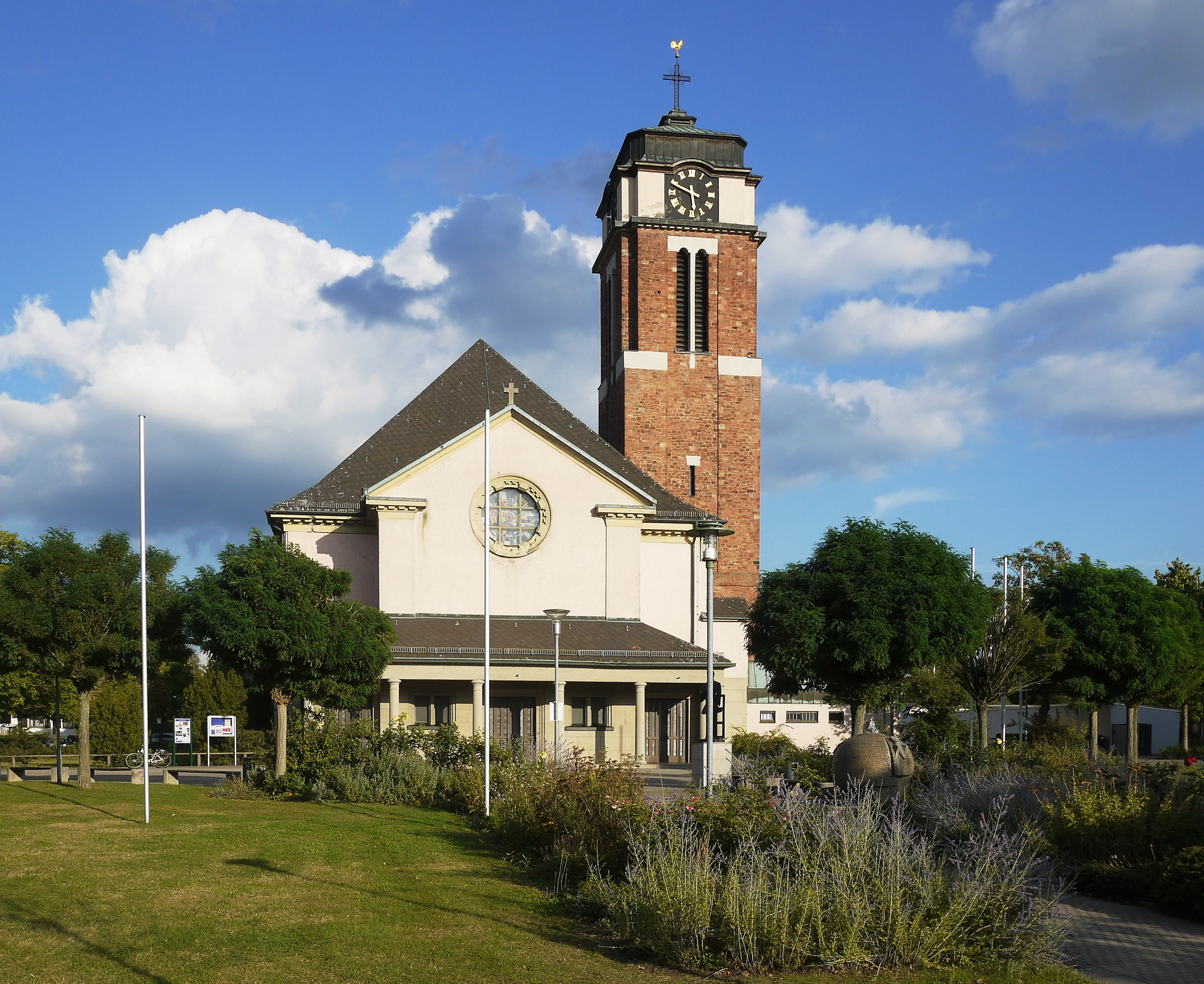
St. Laurentius
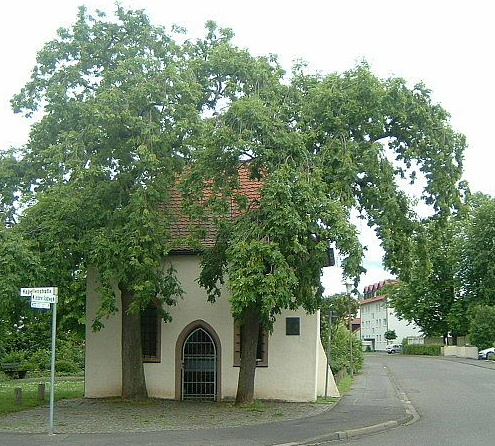
Siechenhauskapelle